# Orangután
Az orangután (Pongo) az emberszabású majmok ázsiai neme. Fejlődési vonala (Ponginae alcsalád) mintegy 14 millió éve vált el a többi emberszabásúétól (Homininae és Dryopithecinae alcsaládok). Neve malájul erdei embert jelent. Az indonéz bennszülöttek félték és tisztelték, egyes törzseknél a férfiasság próbája volt egy kifejlett hím legyőzése kézitusában.
Eredetileg egy fajnak tekintették őket. 1996-ban két fajt különböztettek meg, a szumátrai orangutánt (Pongo abelii) és a borneói orangutánt (Pongo pygmaeus). 2017 novemberében bejelentettek egy harmadik fajt a tapanuli orangutánt (Pongo tapanuliensis). A borneói orangutánoknak viszont 3 alfaját különítik el:
- Pongo pygmaeus pygmaeus (Északnyugat-Borneó),
- Pongo pygmaeus morio (Északkelet- és Kelet-Borneó) és
- Pongo pygmaeus wurmbii-t (Délnyugat-Borneó).

## Elterjedése
A leletek tanúsága szerint régebben egész Délkelet-Ázsiában élt; napjainkra Borneó és Szumátra szigeteire szorult vissza.

## Megjelenése, felépítése
Az orangután a legnagyobb testű fán élő állat. Nemi kétalakúsága erőteljes: a hímek 1,5 m magasak, tömegük 50–90 kg, a nőstények 1,25 méter magasak és 30–50 kilogrammosak. Az idős hím orangután jellegzetes pofalemezeket növeszt. Testét hosszú, vörös szőrzet borítja. Karjai lényegesen hosszabbak lábainál, a hímek karfesztávolsága 2–2,25 méter.

## Életmódja
Elsősorban gyümölcsökkel, azon belül is főleg fügékkel táplálkozik. Az orangutánok mozgása különböző gyümölcsök éréséhez igazodik. Emellett eszik leveleket, gallyakat, rügyeket és virágokat, sőt esetenként földet is – alighanem ásványi anyagai miatt. Étrendjét kisebb rovarokkal, gerincesekkel, tojással egészíti ki. A fák lombozatában, odvaiban megmaradó esővizet issza.
Többnyire délelőtt és késő délután aktív. Éjszakára lombokból épít fészket a lombkoronaszintben, úgy 10–20 méter magasan. A vizet afrikai rokonaihoz hasonlóan kerüli, így úszni sem tud.
A kifejlett hím territóriuma nagyobb, mint a nőstényeké, és a területtel jár a párzás joga is. Még a nagy hímek territóriuma sem túl nagy: Borneón 2–6, Szumátrán 2–10 négyzetkilométer. Ennél nagyobb területet a sűrű esőerdőben nem is tudnának ellenőrizni. A fiatalabb hímek egyedül vándorolnak egyik területről a másikra, és ők is megpróbálnak párosodni a nőstényekkel, legtöbbször azok ellenkezésének dacára.
A nőstények egyedül vagy egy másik nősténnyel, illetve kölykeikkel élnek, jóval kisebb, átlagosan 0,65 négyzetkilométeres területen. A vezérhímekkel általában csak akkor találkoznak, amikor az párzani akar. A hímek viszonya rendkívül ellenséges; gyakoriak az összecsapások.

### Szaporodása
A nőstények ösztrusz ciklusa 30 napos, az ovuláció a 15. nap környékére esik, és a fogékonyságának sok más majommal ellentétben nincs látható jele. A vezérhím több nősténnyel is párosodik. A borneói orangutánok 233–263 nap, a szumátraiak 227–275 nap vemhesség után rendszerint egy, körülbelül 1,5 kg-os kölyköt szülnek, de az ikerszülés sem ritka. A fiatal orangutánok anyjukba kapaszkodva utaznak a fák koronaszintjén. Az anya körülbelül 42 hónapos korában választja el kicsinyét. A szülői gondoskodásnak köszönhetően a kölykök halandósága alacsony; 91%-uk eléri az egyéves kort. A fiatalok 6–7 éves korukban válnak önállóvá. A nőstények anyjuk közelében maradnak, a hímek azonban messze vándorolnak.
A nőstények 7–10 éves korukban válnak ivaréretté; eddigre elérik felnőtt méretüket. Első kölyküket rendszerint 15 éves korukban szülik, a következőket pedig általában 8 évente. A hímek 10–12 éves korukig nőnek, de fizikai és szociális érettségüket csak körülbelül 14 évesen érik el. Vadon körülbelül 45 évig, állatkertben akár 60 évig is élhetnek.

## Érdekességek

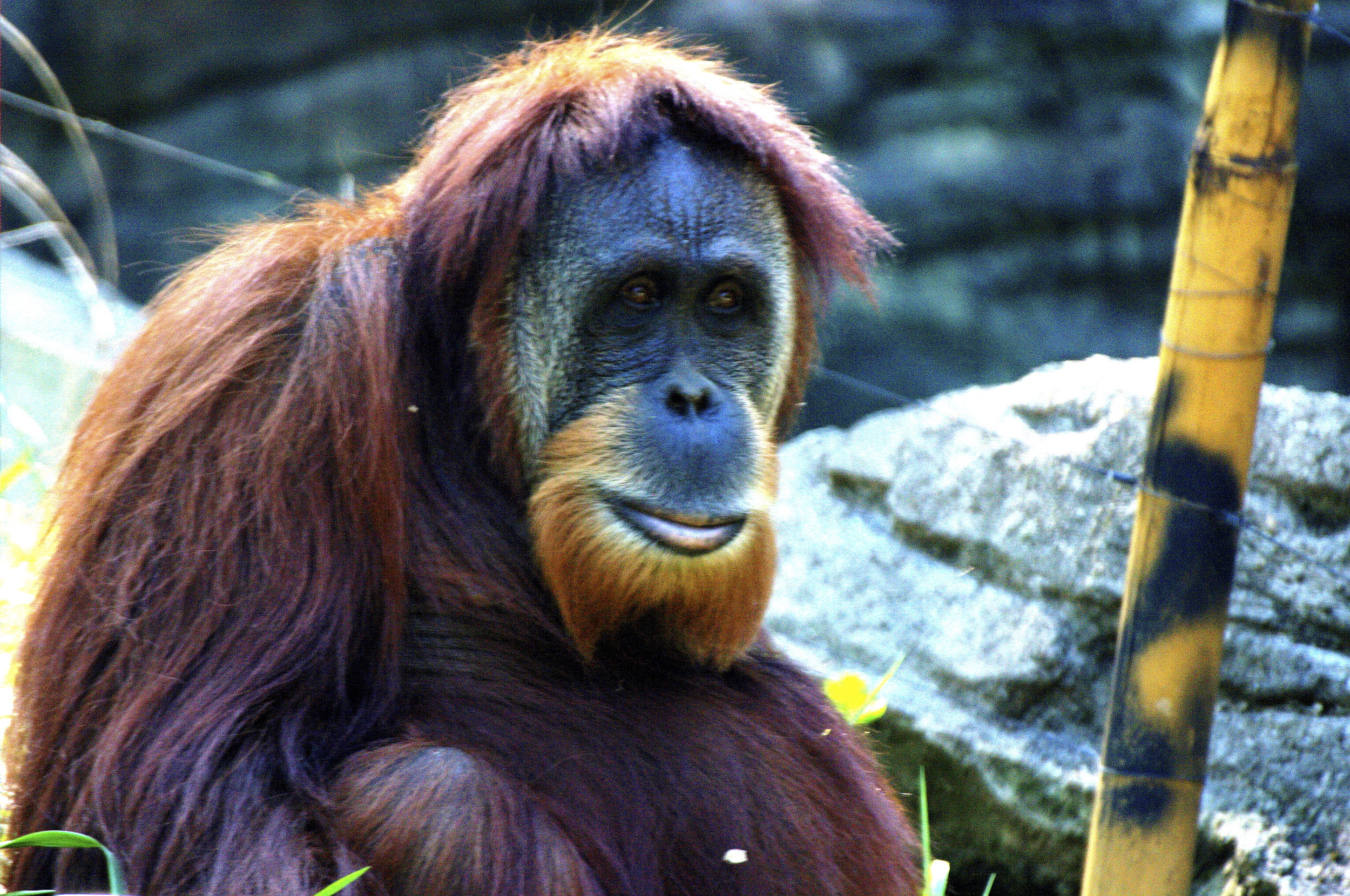

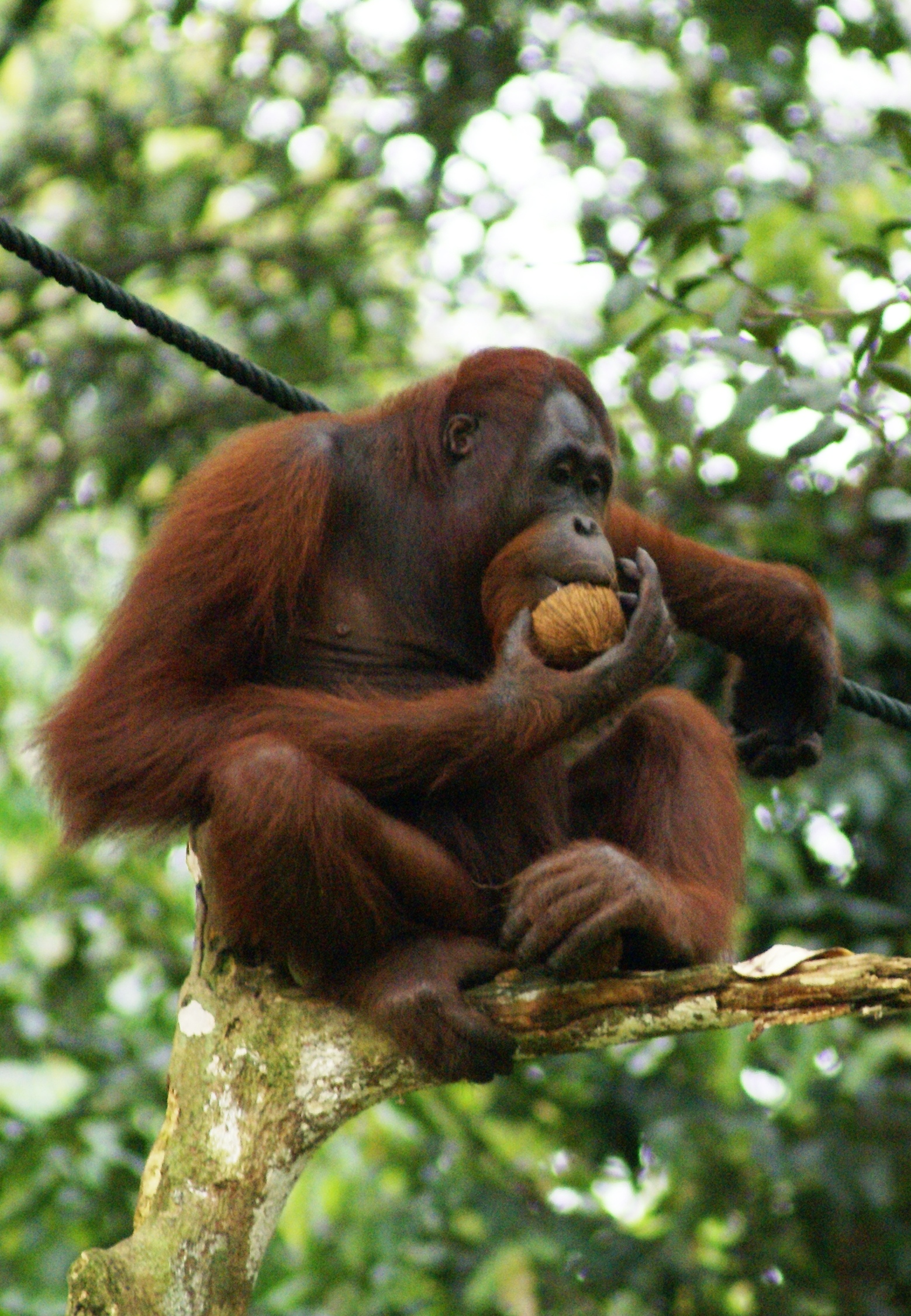

Az orangutánok rendkívül vonzódnak a tárgyakhoz, eszközökhöz; a vadon élő példányok is rendszeresen használnak eszközöket. Állatkertekben jó megfigyelőképességük, intelligenciájuk, erejük és eszközhasználó képességük révén ők a legsikeresebb szökőművészek.

## Védelme
Az orangután az egyik leginkább veszélyeztetett állatfaj. A vadászat, az illegális állatkereskedelem mellett főleg élőhelyének pusztulása fenyegeti. Az orvvadászok megrendelésre szállítják a vadon fogott orangutánkölyköket, akik anyját rendszerint megölik. 1900-ban még mintegy 300 ezer orangután élt a vadonban, számuk 1971-re 4500 alá csökkent. Az aktív védelemnek, visszatelepítő programoknak köszönhetően jelenleg úgy 25 ezer orangután élhet a két szigeten; többségük Borneón. Az olajpálma-ültetvények miatti erdőirtás Borneón és Szumátrán jelentősen csökkenti az élőhelyüket; az egykor egységes populáció 21, egymástól elszigetelt csoporttá esett szét.
Az állatkertek világszerte küzdenek az orangutánok megmentésért, főleg azzal, hogy ne kelljen a vadonból befogni állatokat, hanem az állatkerti populáció önfenntartó legyen. A többi emberszabású majomhoz hasonlóan az orangutánok is mindenütt a látogatók kedvencei, ezért sok állatkertben láthatók.
Magyarországon két állatkertben élnek orangutánok. A Budapesti Állatkertben szumátrai orangutánok a Nyíregyházi Állatparkban pedig borneói orangutánok láthatók.

## Orángutánok a művészetben
- Wilhelm Hauff: Az ifjú angol (Der junge Engländer), 1827
- Edgar Allan Poe: A Morgue utcai kettős gyilkosság
- A Láthatatlan Egyetem könyvtárosa a Korongvilágon
- „Justice majma” a Jay és Néma Bob visszavág c. filmben
- Lajcsi király A dzsungel könyve Walt Disney-s átdolgozásaiból (1967, 2016; bár az utóbbiban Gigantopithecus)